# Sorry (André Hazes)
Sorry is een lied van de Nederlandse zanger André Hazes en zangeres Lisa Boray. Het stond in 1991 als derde track op het album Samen. In 2020 werd het nummer tijdens de concertreeks Holland zingt Hazes als een duet van Roxeanne Hazes, de dochter van André Hazes, met een opname van de in 2004 overleden André Hazes ten gehore gebracht en werd het eveneens als single uitgebracht.

## Achtergrond
Sorry is geschreven door Frank Duval, Kalina Maloyer en André Hazes en geproduceerd door John van de Ven en Jacques Verburgt in de versie uit 1991 en door Eric van Tijn en Mark van Tijn in 2020. Het is een Nederlandstalige bewerking van It Was Love van Frank Duval en Kalina Maloyer uit 1985. Het is een lied dat gaat over een relatiebreuk. Het is het enige nummer waarop André Hazes en Boray samen te horen zijn. 
In 2020 bracht Roxeanne Hazes ten gehore dat zij voor het concert Holland zingt Hazes van dat jaar een duet met haar vader zou doen. Kort hierna bleek dat het lied Sorry zou zijn. Voor het concert, dat wegens de coronapandemie niet live maar online was, zong Roxeanne Hazes zittend op een kruk naast een lege kruk. Hier is later het gelaat van André Hazes op gemonteerd. Hoewel er eerder tijdens de concertreeks al door André Hazes jr. met een hologram van zijn vader was opgetreden, wilde Roxeanne Hazes dit niet. De zangeres gaf de reden hiervoor dat ze dit niet prettig en pijnlijk zou vinden. Voor de zangeres was het de eerste keer dat ze een duet opnam tijdens de concertreeks en gaf als reden voor de keuze van Sorry dat ze het een van haar favoriete nummers van haar vader vond. Over de opname vertelde de zanger dat ze van tevoren de impact van het duet had onderschat en dat ze bij een repetitie schuddend en huilend op de kruk zat. Ze beschreef het uiteindelijk "bijzonder, mooi en tegelijkertijd moeilijk" om de opname te doen.

## Hitnoteringen
In 1991 werd het nummer niet als single uitgebracht en daardoor behaalde het ook geen hitlijsten. In 2020 was er wel bescheiden succes. Hoewel het niet de Single Top 100 bereikte en er ook geen notering was in de Top 40, bereikte het bij laatstgenoemde wel de negentiende plaats van de  Tipparade.